# Internal Security Unit (IRA)
Die Internal Security Unit (ISU) war eine Aufklärungseinheit, die innerhalb der Provisional Irish Republican Army (IRA) Informanten durch ihre Untersuchungen und Vernehmungen ausfindig machen und bestrafen sollte. Diese Einheit wurde oft als Nutting Squad (Nußknackerkommando) bezeichnet.

## Aufgaben
Die ISU entstand Ende der 1970er Jahre im Zuge von Bemühungen der IRA, Infiltrationsversuche der britischen Sicherheitskräfte und Nachrichtendienste zu verhindern. Bereits zuvor waren im Internierungslager Long Kesh eingelieferte Mitglieder von der IRA befragt worden, um Hinweise auf mögliche Informanten zu erhalten. Ungefähr ab 1979 wurden alle Mitglieder, die von der Polizei verhört worden waren, anschließend von der IRA vernommen. Diese in Belfast entstandene Praxis wurde später auf die gesamte Organisation ausgedehnt. Die dabei gewonnenen Erfahrungen mit Vernehmungstechniken wurden im sogenannten Grünen Buch der IRA festgehalten, das Mitglieder anwies, während Vernehmungen Aussagen zu verweigern.
Die ISU war vermutlich sowohl für das Northern und Southern Command der IRA zuständig und unterstand direkt dem IRA-Hauptquartier (IRA General Headquarters; GHQ). Die ISU hatte circa zwölf Mitglieder und uneingeschränkten Zugang zu den Mitgliedern und Ressourcen der IRA. Zu den weiteren Aufgaben der ISU gehörten:
- Allgemeine Sicherheitsüberprüfung sowie Prüfung des Charakters der neuen Rekruten für die IRA
- Sammeln und Zusammenstellen von Material über gescheiterte oder unautorisierte IRA-Operationen sowie Waffenfunde der Polizei
- Sammeln und Zusammenstellen von Material über verdächtige Personen oder Informanten
- Vernehmung von Verdächtigen
- Beteiligung an den Prozessen der „Kriegsgerichte“ der IRA
- Hinrichtung von Personen, die von sogenannten IRA-Kriegsgerichten zum Tode verurteilt wurden

Die Operationen der ISU konnten nur auf Befehl des Armeerates eingestellt werden. Ausschlussverfahren gehörten auch zum Aufgabenbereich der ISU. Ausschlüsse aus der IRA wurden im Idealfall schriftlich festgehalten, und wenn möglich für Propagandazwecke auf Band aufgenommen.
Die Mitgliedschaft in der IRA und der erweiterten republikanische Gemeinschaft beinhaltete, dass auf Informationsanfragen der ISU sofort geantwortet wurde. Diese Informationen wurden dann genutzt, um die Vorwürfe gegen den IRA-Freiwilligen zu erhärten oder zu entkräften.

## Durchsetzung mit Informanten
Da der ISU Informationen über Operationen und Mitglieder der IRA zentral zugänglich waren, war für die britischen Nachrichtendienste die Platzierung von Informanten innerhalb der ISU von größter Bedeutung. Zudem konnten Spitzel in der ISU dazu beitragen, Informanten in anderen IRA-Einheiten abzusichern und voranzubringen.
Nachdem bekannt wurde, dass der stellvertretende Kommandeur der Einheit, Freddie Scappaticci, der Informant Steake knife war, gilt die ISU als die IRA-Einheit, die am stärksten von Informanten durchsetzt wurde. Es gibt auch Vermutungen, dass ihr Kommandant John Joe Magee ein Spitzel war. Magee war Mitte der 1970er Jahre wegen Kontakten zu loyalistischen Paramilitärs und zu Prostituierten von der IRA zum Tode verurteilt worden. Das Urteil wurde nicht vollstreckt; später wurde Magee erneut für die IRA aktiv und war ab Mitte der 1980er Jahre für circa zehn Jahre Chef der ISU.